# Clyman
Clyman es una variedad cultivar de ciruelo (Prunus domestica), de las denominadas ciruelas europeas. Una variedad de ciruela descrita en 1888 cuyo progenitor es plántula de hueso de ciruela de 'Peach plum' plantado en 1866. Las frutas de tamaño mediano de forma ovalada, valvas iguales con cavidad angosta, abrupta, regular de sutura poco profunda y a menudo indistinta, tienen piel color rojo violáceo oscuro, cubierto de una espesa pruina, y pulpa de color amarillo pálido, seca, firme, dulce, suave pero agradable; de buena calidad.Prospera en climas templados, tolera las zonas de rusticidad según el departamento USDA, de nivel 4.

## Historia
'Clyman' variedad de ciruela europea Esta ciruela se cultivó a partir de un hueso de ciruela de 'Peach plum' plantado en 1866 por la Sra. Hannah Clyman, de "Napa City", Valle de Napa, (California). El árbol original fue talado, pero se extrajeron varios retoños de las raíces y se plantaron en un huerto. Estos dieron fruto durante muchos años, sin dejar de madurar una cosecha. En 1886, Leonard Coates, viverista y fruticultor de Napa City, se interesó en la ciruela por su extrema precocidad y la ofreció a sus clientes. La "Sociedad Americana de Pomología" añadió la ciruela 'Clyman' a su catálogo de frutas en 1897.
'Clyman' ha sido descrita por: 1. U.S.D.A. Rpt. 574. 1888. 2. Cat. State Board Hort. 236, 239, Pl. II figs. 3 and 4. 1890. 3. Wickson Cal. Fruits 358. 1891. 4. Am. Pom. Soc. Cat. 25. 1897. 5. N. Mex. Sta. Bul. 27:124. 1898. 6. Ohio Sta. Bul. 113:158. 1899. 7. Waugh Plum Cult. 98. 1901. 8. Ohio Sta. Bul. 162:236, 237 fig., 254, 255. 1905.

## Características
'Clyman' árbol de porte grande, vigoroso, redondo y de copa densa, semirresistente en climas fríos y productivo; ramas de color gris ceniza, casi lisas, con numerosas lenticelas pequeñas y elevadas; yemas foliares de tamaño y longitud medianos, cónicas y adpresas; temporada de floración temprana y corta; flores que aparecen después de las hojas, de 2,5 cm de diámetro, blancas, y brotes cremosos en el ápice al desplegarse; nacen en racimos en espolones laterales, individuales o en pares.
'Clyman' tiene una talla de tamaño mediano de forma ovalada, valvas iguales; cavidad angosta, abrupta, regular; sutura poco profunda y a menudo indistinta; ápice redondeado o ligeramente deprimido;epidermis tiene una piel tierna, ácida, se separa fácilmente, de color rojo violáceo oscuro, cubierto de una espesa pruina; puntos numerosos, numerosos, pequeños, rojizos, discretos; pedúnculo de longitud mediano, pubescente, mal adherido al fruto; pulpa de color amarillo pálido, seca, firme, dulce, suave pero agradable; de buena calidad.
Hueso no adherido, mediano, algo aplanada, irregular-ovalada, con superficies picadas, estrechándose abruptamente en la base, casi aguda en el ápice; sutura ventral de ancho medio, usualmente bastante roma; sutura dorsal con un surco ancho y profundo.
Fruto muy temprano, temporada corta. Su tiempo de recogida de cosecha se inicia en su maduración en la primera decena de agosto. La producción se obtiene con regularidad.

## Usos
Se usa comúnmente como ciruela fresca de poste en mesa y en opción para preparados culinarios, ideal para hornear pasteles en bandeja.>